# Peter Weniger
Peter Weniger (* 30. Oktober 1964 in Hamburg) ist ein deutscher Jazzmusiker (Alt- und Tenorsaxophon, auch Sopran- und Baritonsaxophon, Flöte, Komposition).

## Leben und Wirken
Weniger begann auf der Klarinette, bevor er zum Saxophon wechselte, und nahm nach dem Abitur bis 1984 am damaligen Versuchsstudiengang „Popularmusik“ der Hochschule für Musik und Theater Hamburg teil. Bis 1992 studierte er im Studiengang Jazz an der Hochschule für Musik Köln mit dem Abschluss „summa cum laude“. Über Peter Herbolzheimer, der ihn zusammen mit Dieter Glawischnig in Hamburg ermutigte, ein Profimusiker zu werden, wurde er 1987 Mitglied des Bundesjazzorchesters und 1993 Mitglied der SDR Big Band in Stuttgart als erster Tenorsaxophonist.
Ende 1999 wurde Peter Weniger Professor an der Universität der Künste Berlin (Ensemble, Saxophon) und zog in die Hauptstadt. Er lehrt nunmehr am Jazz-Institut Berlin (JIB), das 2005 von der Universität der Künste und der Hochschule für Musik „Hanns Eisler“ gegründet wurde, und war bis Juli 2019 dessen Künstlerischer Direktor. Außerdem arbeitet Weniger sowohl als Komponist und Bandleader als auch als Lehrender auf vielen Workshops im In- und Ausland.
Peter Weniger veröffentlichte bisher fünfzehn Alben unter eigenem Namen. Er spielte u. a. mit Hubert Nuss, Conrad Herwig, John Abercrombie, Rufus Reid, Adam Nussbaum, David Liebman, Carl Allen, Dennis Irwin, John Schröder, Jeff Hamilton, Christian Ramond, Lynn Seaton, Wolfgang Haffner, Decebal Badila, Rob Pronk, David Friedman, Riccardo Del Fra, Topo Gioia, Randy Brecker, Phil Donkin und dem Metropole Orkest.
Außerdem hat er mit vielen Künstlern und Ensembles Aufnahmen gemacht und/oder getourt, u. a. mit David Friedmans Tambour, Martin Wind, Matt Wilson, Bill Mays, Jasper van’t Hof´s „Pili Pili“, Maceo Parker, Billy Cobham, Eddie Palmieri, Lionel Richie, Django Bates, Mike Stern, Leni Stern, Peter Herbolzheimers Rhythm Combination & Brass, Paul Kuhn & the Best, Cosmo Klein und den Big Bands von SWR, HR, NDR und WDR. Am 22. Februar 2013 brachte der Deutschlandfunk in der Reihe „JazzFacts“ ein einstündiges Porträt von Weniger.

## Preise und Auszeichnungen
Für seine CD „Tip Tap“ erhielt Weniger 1996 den Quartals-Preis der Deutschen Schallplattenkritik. 1988 gewann er im „Tonger-Musikwettbewerb“ in Köln und 1989 beim Jazzfestival von Karlovy Vary. 1996 wurde er mit dem SWF-Jazzpreis ausgezeichnet, 1998 mit dem „Jazz Pott“.

## Diskografische Hinweise
- Peter Weniger & Hubert Nuss: Private Concert (Mons Records 1991)
- Peter Weniger, Hubert Nuss, Conrad Herwig: The Point of Presence (Mons Records 1995)
- Tip Tap (Mons Records 1996, mit Hubert Nuss, Dennis Irwin, Carl Allen)
- Key of the Moment (Mons Records 1997, mit John Abercrombie, Rufus Reid, Adam Nussbaum)
- Peter Weniger, Martin Wind: The Soccerball (Nagel-Heyer Records 2002)
- Peter Weniger, Wolfgang Haffner & Decebal Badila: Legal Paradizer (Skip Records 2003)
- David Friedman | Peter Weniger: Rétro (Skip Records 2010)
- Point of Departure (Skip Records 2016 mit Don Grusin, Hanno Busch, Claus Fischer, David Haynes)
- Peter Weniger's Point of Departure Serious Fun (Skip Records 2020 mit Hanno Busch, Claus Fischer, Florian Ross, Patrice Héral)
- Peter Fessler & Peter Weniger: Two in One: The Concert (Mons Records 2017)
- Wind / Weniger / Burgwinkel: Gravity (Laika Records 2023)[2]

## Lexikalische Einträge
- Martin Kunzler: Jazz-Lexikon: M-Z. Rowohlt, Reinbek 2002
- Jürgen Wölfer: Jazz in Deutschland. Das Lexikon. Alle Musiker und Plattenfirmen von 1920 bis heute. Hannibal, Höfen 2008

## Einzelbelege
1. ↑  Vom Power-Player zum melodiösen Lyriker, Deutschlandfunk vom 22. Februar 2013
2. ↑  Rolf Thomas: Wind / Weniger / Burgwinkel Gravity (Laika). In: Jazz thing. 15. Mai 2023, abgerufen am 17. Mai 2023.

| Personendaten    | Personendaten                                              |
| ---------------- | ---------------------------------------------------------- |
| NAME             | Weniger, Peter                                             |
| KURZBESCHREIBUNG | deutscher Jazzmusiker (Saxophone, auch Flöte, Komposition) |
| GEBURTSDATUM     | 30. Oktober 1964                                           |
| GEBURTSORT       | Hamburg                                                    |